# Containerships
Containerships Ltd Oy war eine finnische Reederei, die europäische Containerliniendienste unterhielt. Nach der Übernahme durch die französische Reedereigruppe CMA CGM wurde der Name Containerships von 2019 bis 2023 als Marke der Hamburger Reederei MacAndrews weitergenutzt.

## Geschichte
Gegründet wurde Containerships 1966 durch das erst ein Jahr vorher gegründete britisch/bermudische Containerleasingunternehmen Sea Containers Ltd. und den finnischen Stauereiunternehmer Veli Nordström. Ab 1967 setzte Containerships das erste Schiff ein, die 1966/67 in Deutschland gebaute Osternburg mit einer Kapazität von 38 TEU. Die Reederei beschäftigte sich zunächst mit Diensten von und nach Helsinki, hauptsächlich nach Teesport und Rotterdam. In den 1990er Jahren und 2000 weitete das Unternehmen seine Liniendienste zunächst im Bereich der Ostsee, beispielsweise um die Anlaufhäfen St. Petersburg und Klaipėda, später im weiteren nordeuropäischen Raum und in den 2000er Jahren bis ins Mittelmeer – z. B. Mersin – aus. Im Ostseebereich wurde die Zahl der Anlaufhäfen in den letzten zehn Jahren um Riga, Lübeck und Pori erhöht. Zudem wurde im Jahr 2007 die litauische Reederei Kursiu Linija und 2009 die Contaz Lines in der Türkei übernommen.
Bis 2006 wurde Containerships Ltd Oy als 100%ige Tochtergesellschaft von Container Finance Ltd Oy geführt. Im September 2006 erwarb die isländische Reederei Eimskip 65 % an Containerships von Container Finance Ltd OY und das Unternehmen wurde als Joint-venture namens Containerships Group mit Sitz in Helsinki weitergeführt. Im Jahr 2009 wurde Eimskip restrukturiert, wobei Container Finance Ltd Oy den 65-%-Anteil an Containerships zurück erwarb.
Containerships ist in 23 Ländern vertreten und beschäftigt rund 560 Arbeiter in 21 europäischen Büros. Der Jahresumschlag lag 2011 etwa bei 240.000 TEU. Zur Zeit betreibt Containerships eigene Containerterminals in Helsinki, Kotka, Ghent und St. Petersburg sowie 13 überwiegend gecharterte Schiffe im Kapazitätsbereich von 800 bis 1000 TEU. Heute besitzt die Reederei mehr als 14.000 eigene Container, wobei das Unternehmen neben Kühl- und anderen Spezialcontainern bereits früh einen hohen Anteil an pallettenbreiten, überhohen und überlangen Containern betrieb. Daneben unterhält das Unternehmen eine Flotte eigener Lkw.
Im Juni 2018 wurde die Übernahme durch das französische Container-Schifffahrtsunternehmen CMA CGM bekanntgegeben. Seit dem 1. April 2019 wird die Marke Containerships von der in Hamburg ansässigen Reederei MacAndrews mitverwendet, die ebenfalls zu CMA CGM gehört. Im Laufe des Jahres 2023 wurde die Nutzung der Marke Containerships beendet und durch CMA CGM abgelöst.

## Von Containerships eingesetzte Schiffe (Auswahl)
| Containerships-Schiffe  | Containerships-Schiffe                     | Containerships-Schiffe | Containerships-Schiffe | Containerships-Schiffe                 | Containerships-Schiffe |
| Bauname                 | Bauwerft/ Baunummer                        | IMO-Nummer             | Ablieferung            | Auftraggeber                           | Spätere Namen und Verbleib |
| ----------------------- | ------------------------------------------ | ---------------------- | ---------------------- | -------------------------------------- | --- |
| Osternburg              | Heinrich Brand Schiffswerft, Oldenburg/-   | 6701515                | November 1966          | Partenreederei Osternburg              | Für Containerships in Fahrt gesetzt, 1971 Amor, 1980 Heron, 1981 Heron I, am 10. Juni 1985 auf Position 54,32°N; 011,50°E gestrandet, später gehoben und ab Oktober 1985 bei K. O. Schmidt in Lübeck verschrottet. |
| Janne Wehr              | J. J. Sietas Schiffswerft, Neuenfelde/742  | 7361635                | Juni 1974              | Oskar Wehr, Hamburg                    | 1980 Roxane Kersten, 1981 Janne Wehr, 1985 Containerships I, 1987 Janne Wehr, 1995 Thames Star, 2001 Anja, 2011 Roland Nikola, 2011, Arda K, 2014 Deniz, 2017 Abbruch in Aliaga.                                   |
| Käte                    | J. J. Sietas Schiffswerft, Neuenfelde/977  | 8603547                | Dezember 1986          | Helmut Funck, Wischhafen               | Als Containerships II für Containerships in Fahrt gesetzt, 1990 Käte, 1996 Tanja, 2014 Sea Explorer, 2014 Sea Explop, so in Fahrt.                                                                                 |
| Carina                  | J. J. Sietas Schiffswerft, Neuenfelde/1001 | 8908545                | April 1990             | Reederei Hans Peter Wegener, Jork      | Als Containerships III für Containerships in Fahrt gesetzt, 1999 Carina, 2013 Corina, so in Fahrt. |
| Spica                   | J. J. Sietas Schiffswerft, Neuenfelde/1072 | 9083043                | März 1994              | Reederei Hans Peter Wegener, Jork      | Als Containerships IV für Containerships in Fahrt gesetzt, 2003 Melfi Italia, 2004 Spica, so in Fahrt. |
| Wega                    | J. J. Sietas Schiffswerft, Neuenfelde/1132 | 9141118                | Mai 1996               | Reederei Hans Peter Wegener, Jork      | Als Containerships V für Containerships in Fahrt gesetzt, 2009 Wega, so in Fahrt. |
| Atria                   | J. J. Sietas Schiffswerft, Neuenfelde/1179 | 9188518                | Oktober 1999           | Reederei Hans Peter Wegener, Jork      | Als Containerships VI für Containerships in Fahrt gesetzt, so in Fahrt. |
| Containerships VII      | J. J. Sietas Schiffswerft, Neuenfelde/1147 | 9250098                | Oktober 2002           | Containerships, Helsinki               | Für Containerships in Fahrt gesetzt, 2022 Nova, 2023 so in Fahrt. |
| Mira                    | J. J. Sietas Schiffswerft, Neuenfelde/1250 | 9336244                | Januar 2006            | Reederei Hans Peter Wegener, Jork      | Als Containerships VIII für Containerships in Fahrt gesetzt, so in Fahrt. |
| Linda                   | J. J. Sietas Schiffswerft, Neuenfelde/1230 | 9354325                | Februar 2007           | Langh Ship, Piikkio                    | 2007 für Containerships in Charter, so in Fahrt. |
| Aila                    | J. J. Sietas Schiffswerft, Neuenfelde/1231 | 9354337                | März 2007              | Langh Ship, Piikkio                    | 2007 für Containerships in Charter, so in Fahrt. |
| Containerships Nord     | Huangpu Wenchong/H5510                     | 9813993                | 12. Dezember 2018      | Nordic Hamburg Shipmanagement, Hamburg | 2018 für Containerships in Charter, so in Fahrt. |
| Containerships Polar    | Huangpu Wenchong/H5511                     | 9814002                | 7. Mai 2019            | Nordic Hamburg Shipmanagement, Hamburg | 2019 für Containerships in Charter, so in Fahrt. |
| Containerships Aurora   | Huangpu Wenchong/H5512                     | 9814014                | 7. August 2019         | Nordic Hamburg Shipmanagement, Hamburg | 2019 für Containerships in Charter, so in Fahrt. |
| Containerships Arctic   | Huangpu Wenchong/H5513                     | 9818400                | 10. Dezember 2019      | Nordic Hamburg Shipmanagement, Hamburg | 2019 für Containerships in Charter, so in Fahrt. |
| Containerships Borealis | Huangpu Wenchong/H5538                     | 9866249                | 28. Januar 2021        | Nordic Hamburg Shipmanagement, Hamburg | 2021 für Containerships in Charter, so in Fahrt. |
| Containerships Stellar  | Huangpu Wenchong/H5543                     | 9866251                | 12. Mai 2021           | Nordic Hamburg Shipmanagement, Hamburg | 2021 für Containerships in Charter, so in Fahrt. |
| Lloyd’s Register        |                                            |                        |                        |                                        | |